# 정격안

만력제

정격안(梃擊案)은 1615년 5월에 한 남성이 황태자 주상락(朱常洛)의 궁전인 자경궁에 난입하여 궁의 수문태감을 몽둥이로 폭행한 사건이다.

## 배경
중국 역대 황조에서, 황제는 황후 소생의 적장자를 태자로 세우나, 황후가 아들이 없을 경우엔 가장 나이가 많은 아들을 태자로 삼는 것이 원칙이었다. 만력제(神宗) 재위 동안 왕 황후(王 皇后)에게는 아들이 없었기 때문에, 대신들은 연장자를 태자로 세우기를 주장하였다. 황장자(皇長子)는 만력(萬曆) 10년(1582) 출생한 주상락(朱常洛)으로, 그는 궁녀 왕씨(王氏)의 소출이었다. 만력 14년(1586) 출생한 황3자 복왕 주상순(福王 朱常洵)은 만력제가 총애하는 정 귀비(鄭 貴妃)의 아들이었다. 만력제는 복왕을 태자로 삼고 싶어했고, 정 귀비 또한 끊임없이 만력제에게 진언을 하였다. 하지만 대신들은 주상락을 황태자로 세우는 데 뜻을 굽히지 않았고, 이 태후(李 太后)와 왕 황후도 주상락을 지지했다. 맨 처음에 만력제는 이 일에 대해 질질 끌었고, 황장자는 10살이 되도록 태자에 책봉되지 못해 학문을 배울 수 없었다. 만력제는 황장자를 지지하는 몇몇 대신을 처분했지만, 동림당은 여전히 황장자를 지지하였고, 황장자를 황태자로 지지하는 소리는 점점 커져갔다. 만력 27년, 황장자 주상락은 20세가 되어 만력제는 더 이상 이 일을 미룰 수가 없게 되었고, 결국 주상락을 황태자로 책립했다. 황3자 주상순은 복왕이 되었고 낙양(洛陽)을 봉지(封地)로 하였다. 국본(國本)의 다툼, 이는 황제와 대신들의 세력 다툼으로 변천되었다. 정 귀비는 더는 참을 수 없었고, 결국 명나라 건국 이래 가장 심각한 궁정 원한 살해 사건인 정격안이 폭발하였다.

## 전개
만력 43년(1615년) 5월, 장차(張差)라는 남자는 손에 나무 몽둥이를 들고 황태자 주상락의 거처인 자경궁(慈慶宮)에 몰래 침입하여, 문을 지키던 태감을 때려서 상해를 입혔다. 태자 내시인 한본용(韓本用)이 소식을 듣고 급히 가서 장차를 체포하였다.
어사(御史) 유정원(劉廷元)의 심문에 의하면, 장차는 계주(薊主) 정아욕(井兒峪) 사람으로 말을 하는데 조리가 없었다. 왕지채(王之采)는 이 일을 수상하게 여겼으며, 장차는 절대 실성한 사람 같지 않다고 느꼈다. 그에게 밥으로 유혹하면서 "사실대로 자백하면 밥을 주겠으나, 그렇지 않으면 굶겨 죽일 것이다"라고 하였는데, 장차가 고개를 떨어뜨리며 또한 말하길, "감히 말할 수 없습니다."라고 하였다. 왕지채는 사람들에게 그 자리를 피하게 하고 직접 심문하였다.
원래 장차는 나무를 패고 사냥하는 것으로 생활하였는데, 1개월 전에 장차는 제주(濟州)에서 물건을 다 판 후에 노름으로 그 돈을 다 잃었다. 결과적으로 그는 한 태감을 우연히 만났고, 태감은 그에게 돈을 벌게 해주겠다고 하였다. 장차는 그 태감을 따라 수도로 왔고, 다른 늙은 태감을 만났는데, 마실 술을 주었다. 그를 데리고 자경궁에 도달하자, 그에게 궁에 들어가서 만나는 사람, 특히 황포(黃袍)를 입은 사람(태자 주상락)을 보면 즉각 몽둥이로 치라고 했다. 그리고 그는 바로 간사한 인물로 그를 때려 죽여야 한다고 했다. 늙은 태감은 황포를 입을 사람을 때려죽이면 많은 상을 내리겠으며, 만약 잡혀도 그가 장차를 구해내겠다고 말했다.
장차의 자백으로, 정 귀인 수하의 태감 방보(龐保), 유성(劉成)의 사주로 밝혀졌다.
조종 대신들은 정 귀비가 태자를 모살하려던 것이 아닐까 의혹을 가졌다. 정 귀비는 당황하여서 안절부절 못하였고, 만력제에게 울면서 하소연하였다. 황제와 태자는 깊이 추궁하지 않았고, 결국 실성한 간도(奸徒)라는 죄를 들어 장차를 능지처사하였다. 장차는 죽기전에 "같은 일을 꾸몄으나 일이 실패하여 나만 홀로 죽고, 많은 관리들은 이를 묻지 않고 넘기는 구나."라고 하였다. (<선발지시(先撥志始)>에 근거한 말) 장차 사후, 다섯 차례 방보와 유성 두 사람을 신문하였는데, 인적 증거인 장차가 죽었기 때문에, 방보와 유성 두 사람은 믿은 구석이 있는지 조금도 두려워하지 않았고, 사건에 관련된 것을 일체 부정했다. 6월 1일, 만력제는 밀명을 내려 방보, 유성 두 사람을 죽이고, 모든 안건을 조사하지 못하게 했다.

## 영향
정 귀비는 정격안 혐의를 받았고, 사건 이후 세력이 크게 쇠퇴하였다. 만력제는 다시는 복왕(福王)을 황태자로 세우겠다고 하지 않았으며, 태자 주상락의 지위는 더욱 공고해졌다. 때문에 정격안은 정 귀비가 아닌 태자의 자작극이라는 설이 있다. 몽둥이를 든 사람 혼자 태자궁에 침입한다는 것은 계획이 너무 허술하고, 사건으로 인한 최고의 수혜자는 바로 태자 본인이었기 때문이다.